# Enver Idrizi
Enver Idrizi (ur. 4 sierpnia 1966 w Skopje) – jugosłowiański i chorwacki karateka, działacz społeczny i aktor narodowości albańskiej, mistrz świata i dwukrotny mistrz Europy w karate. Należał do zagrzebskiego klubu Tempo Zagrzeb.
W 1982 roku został mistrzem Jugosławii w karate. W latach 1992–1995 zdobył jeden złoty, dwa srebrne i jeden brązowy medal na Mistrzostwach Świata oraz dwa złote i dwa srebrne medale na Mistrzostwach Europy. Po zakończeniu kariery sportowej wraz ze swoim bratem zaczął prowadzić dyskotekę w Niemczech.

## Upamiętnienia
W 2018 roku jedną ze szkół położonych w północnomacedońskiej gminie Czair nazwano na cześć Envera Idriziego.